# Kasr Baszir
Kasr Baszir (również: Castra Praetorii Mobeni, Mobene) – pozostałości fortu rzymskiego, tworzącego Strata Diocletiana i Limes Arabicus – wschodni kraniec Cesarstwa Rzymskiego. Położony ok. 80 km na południe od stolicy Jordanii. Budowla znajduje się na jordańskiej liście obiektów oczekujących na wpisanie na listę światowego dziedzictwa UNESCO. Najlepiej zachowany rzymski fort na Bliskim Wschodzie.

## Położenie i znaczenie

Plan fortu Mobene

Stosunkowe dobrze zachowane pozostałości castellum są położone na pustyni, na wysokości 800 m n.p.m., w miejscu zdatnym do użytkowania kawalerii. Miejsce dysponowało dobrą widocznością praktycznie w każdym kierunku prócz południowego. Z wież widoczne były kamienne wieże Kasr Abu al-Charrak i Kasr al-Al z epoki żelaza (używane jeszcze przez Nabatejczyków). Fort stanowił pierwszą linię obrony południowo-wschodniej granicy imperium.
W pobliżu fortu mogła przechodzić droga, najpewniej do Al-Ladżdżun (gdzie stacjonował Legio IV Martia), ale prócz jednego nieoznakowanego kamienia milowego, nie znaleziono innych jej pozostałości.
Fort został opuszczony najpewniej na początku V wieku n.e. Następnie był użytkowany przez arabskich Umajjadów, na co wskazują dobudowane machikuły (wynalazek VI-VIII wieku).
Znaczenie fortu nie jest do końca wyjaśnione. Nie jest on wymieniony w Notitia dignitatum. Inskrypcje nie wspominają o dowództwie ani o stacjonującym oddziale. Mała pojemność stajni sugeruje, że mógł tu stacjonować tylko mały garnizon, albo że fort był jedynie miejscem odpoczynku i zaopatrzenia konnego oddziału pomocniczego II miliarensis. Fort mógł być też polową kwaterą dla zarządcy prowincji, np. na czas pertraktacji z nomadami.

## Budowa
Fort został zbudowany na planie czworokąta (wzorcowe Quadriburgium) o wymiarach: 56,30 m (kierunek SE), 57,05 m (SW), 56,75 m (NW) i 55,45 m (NE). Jest podobny do innych fortów rzymskich z III–IV wieku. Znalezione inskrypcje datują budowę fortu na lata 293–306. Powstał w miejscu fortyfikacji nabatejskich. Narożniki tworzą, wysokie na ok. 10 metrów wieże o powierzchni 11-12 m², wystające poza obrys murów na 3,05 metra. Każda wieża miała 3 poziomy, przy czym w każdym znajdowały się 3 pomieszczenia. Największe miało wymiary ok. 5,50 × 4,60 m. Mniejsze: 3 × 3,30 m i 2,90 × 4,70 m. Stopnie kamiennych schodów łączących piętra miały ok. 1,10 m szerokości i były oparte z jednej strony o mur wieży, a z drugiej o kamienny słup stanowiący oś schodów. Dach wież był przeznaczony do użytkowania. Okna znajdowały się jedynie w pomieszczeniach na najwyższym piętrze. Pomieszczenia drugiego piętra miały jedynie ambrazury.
Blankowany mur kurtynowy, o wysokości ok. 6,5 metra, łączący wieże u podstaw składa się z dużych bloków kamiennych, stopniowo zmniejszających się ku górze. Mur u podstawy ma ok. 1,50 metra grubości i zwęża się ku górze. Wejścia na mur dostępne były z wież.
Główna brama wjazdowa znajduje się na środku południowo-zachodniego muru. Jest flankowana dwoma wieżami 6-metrowej szerokości, również wystającymi poza obrys murów, z wejściami z głównego dziedzińca. Przy wieży południowo-zachodniej znajduje się mała brama pomocnicza, o szerokości 0,95 m. Prowadzi ona do szerokiego na 1,30 m przedsionka zadaszonego sklepieniem kolebkowym, który to wychodzi na główny dziedziniec.
Ściany dziedzińca były tynkowane. Prowadziły z niego wejścia do dwupiętrowych pomieszczeń: po 7 po stronie północno-wschodniej i południowo-wschodniej, i po 6 po stronie północno-zachodniej i południowo-zachodniej. Centralnym pomieszczeniem castellum było pomieszczenie po północno-wschodniej stronie. Dach pomieszczeń najpewniej był użytkowy (funkcje obronne). Partery 23 z 26 pomieszczeń najprawdopodobniej służyły jako stajnie. Odkryto w nich bowiem nisze (69, po 3 na pomieszczenie), które interpretowano się jako paśniki (podobne do odkrytych w Umm al-Dżimal). Umożliwiało to zakwaterowanie około połowy (liczącego 120-150 ludzi) II miliarensis, który mógł tu stacjonować. Druga część zwierząt znajdowała się najpewniej na służbie lub była zakwaterowana na głównym dziedzińcu. Piętra górne najprawdopodobniej były przeznaczone na koszary. Pod dziedzińcem znajdowały się również dwie cysterny na wodę.
Do rzadkości należy zachowana inskrypcja budowlana (o charakterze kamienia węgielnego) wspominająca władców z pierwszej tetrarchii:

Optimis maximisque principibus nostris Caio Aurelio

Valerio Diocletiano Pio Felici Invicto Augusto et

Marco Aurelio Valerio Maximiano Pio Felici Invicto Augusto et

Flavio Valerio Constantio et Galerio Valerio Maximiano

nobilissimis Caesaribus Castra Praetorii Mobeni fossamentis

Aurelius Asclepiades praeses provinciae Arabiae

perfici curavit

Według niektórych badaczy pomieszanie technik zastosowanych przy budowie wskazuje, że powstawała w pośpiechu.